# Cristal (champagne)
Cristal è una marca di champagne prodotto dalla Louis Rœderer. Ha una bottiglia chiara a fondo piatto avvolta in un cellophane anti-UV e contrassegnata da un'etichetta dorata. 
La diffusa conoscenza del suo prezzo elevato ha conferito a questo vino un'immagine esclusiva che alimenta una grande richiesta.

Questa è una delle ragioni per cui lo champagne Cristal è considerato un bene Veblen.

## Storia

Una bottiglia di champagne Cristal Louis Rœderer con la sua custodia

La versione Cristal dello champagne Louis Rœderer è stata creata nel 1876 per l'imperatore Alessandro II di Russia ed è considerata il primo prestige cuvée. In questo periodo storico la situazione politica della Russia era instabile e a corte vi erano timori di attentati allo zar. In occasione della Three Emperors Dinner, la concreta possibilità del verificarsi di un agguato, mosse lo zar a richiedere al suo fornitore di champagne Louis Rœderer di realizzare una bottiglia la cui limpidezza lasciasse trasparire il prezioso contenuto per meglio appurare che non vi fossero nascosti ordigni o liquidi infiammabili all'interno.
Fu così che la Louis Rœderer commissionò alla ditta produttrice di bottiglie Flemish la creazione di specifiche bottiglie chiare a fondo piatto realizzate in vetro cristallo. 
Da allora questo tipo di champagne Louis Rœderer è conosciuto come Cristal.
Il vino non è stato commerciabile fino al 1945.